# North Kansas City
North Kansas City é uma cidade localizada no estado americano de Missouri, no Condado de Clay.

## Demografia
Segundo o censo americano de 2000, a sua população era de 4714 habitantes.
Em 2006, foi estimada uma população de 5494, um aumento de 780 (16.5%).

## Geografia
De acordo com o United States Census Bureau tem uma área de
12,0 km², dos quais 11,3 km² cobertos por terra e 0,7 km² cobertos por água. North Kansas City localiza-se a aproximadamente 267 m acima do nível do mar.

## Localidades na vizinhança
O diagrama seguinte representa as localidades num raio de 8 km ao redor de North Kansas City.